# Fahrbibliothek

Busbibliothek Bremen

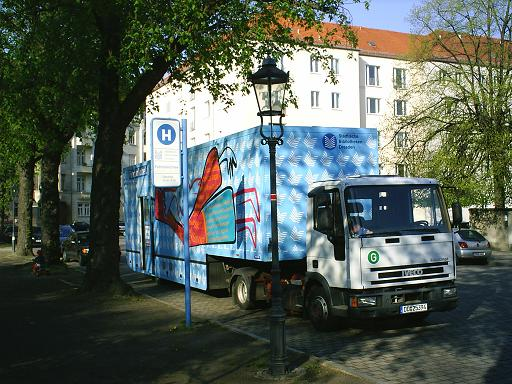
Fahrbibliothek der Städtischen Bibliotheken Dresden

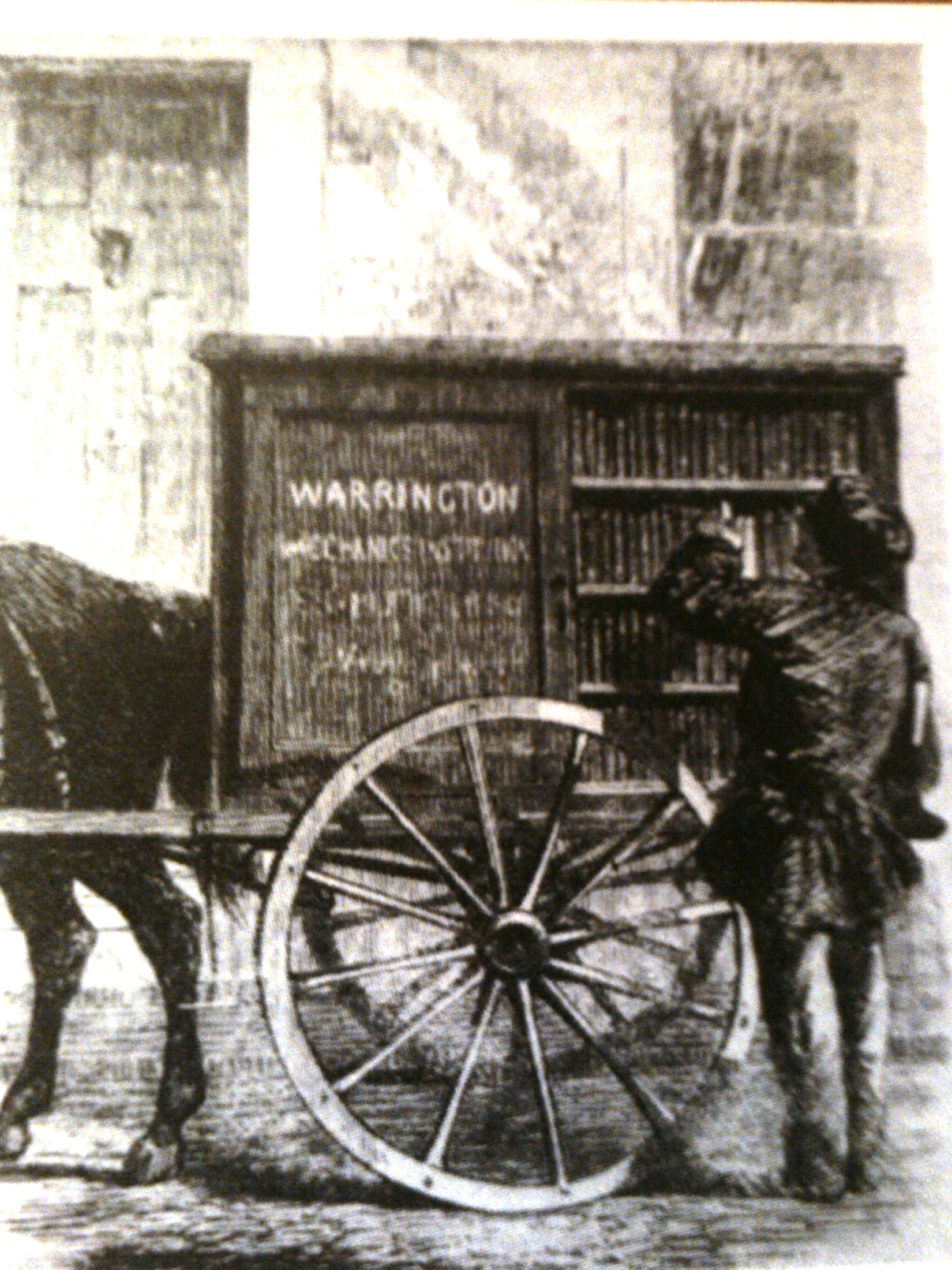
Die Warrington Perambulating Library, Darstellung von 1860 aus The Illustrated London News

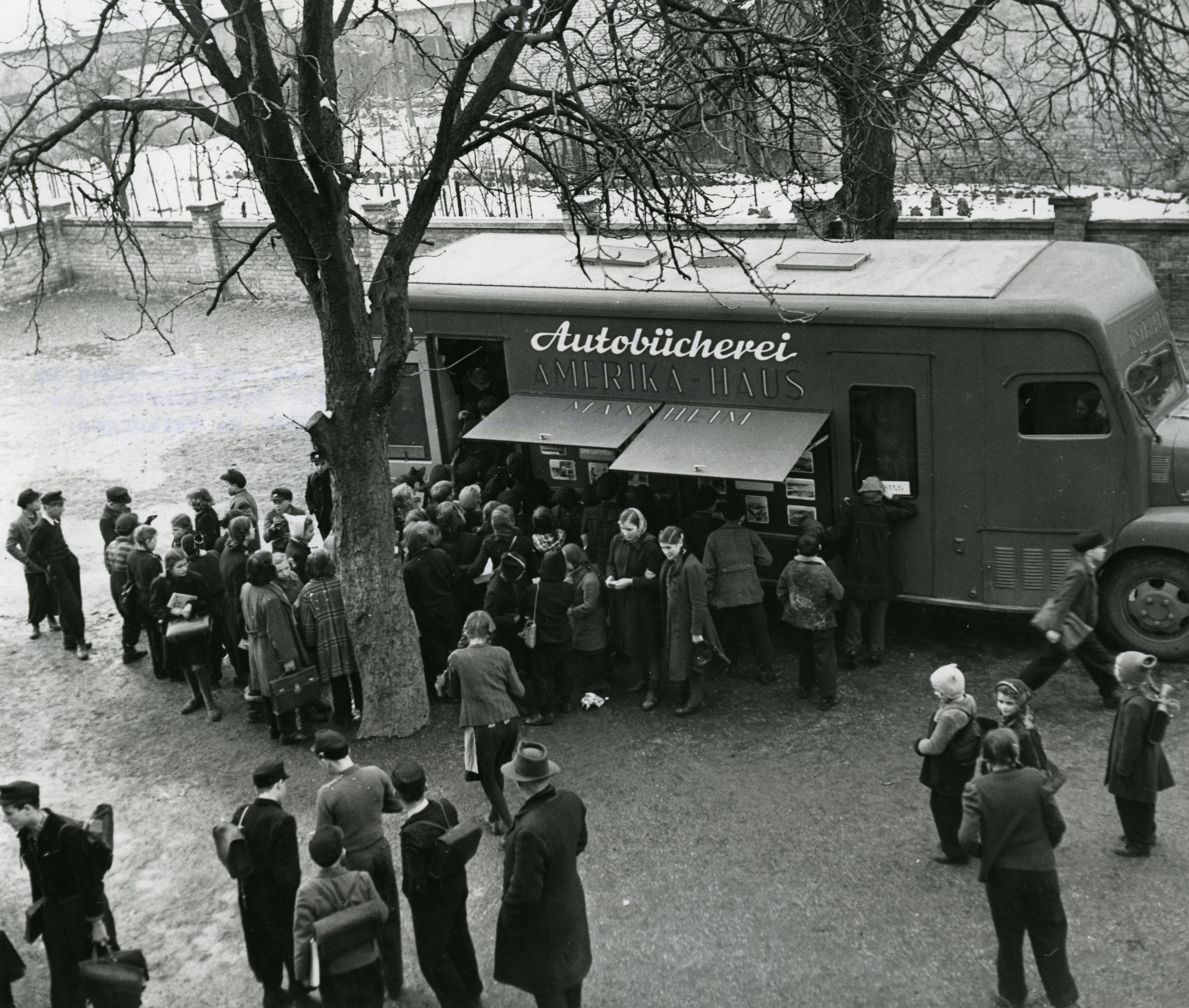
Autobücherei des Amerika-Hauses in Mannheim um 1952

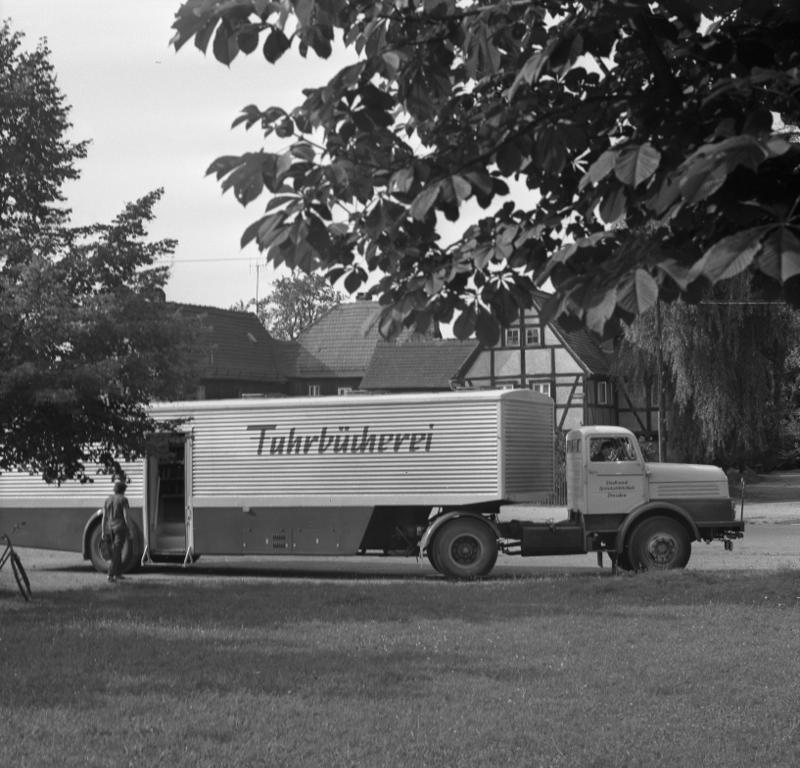
Fahrbücherei in Dresden-Dobritz (1970)

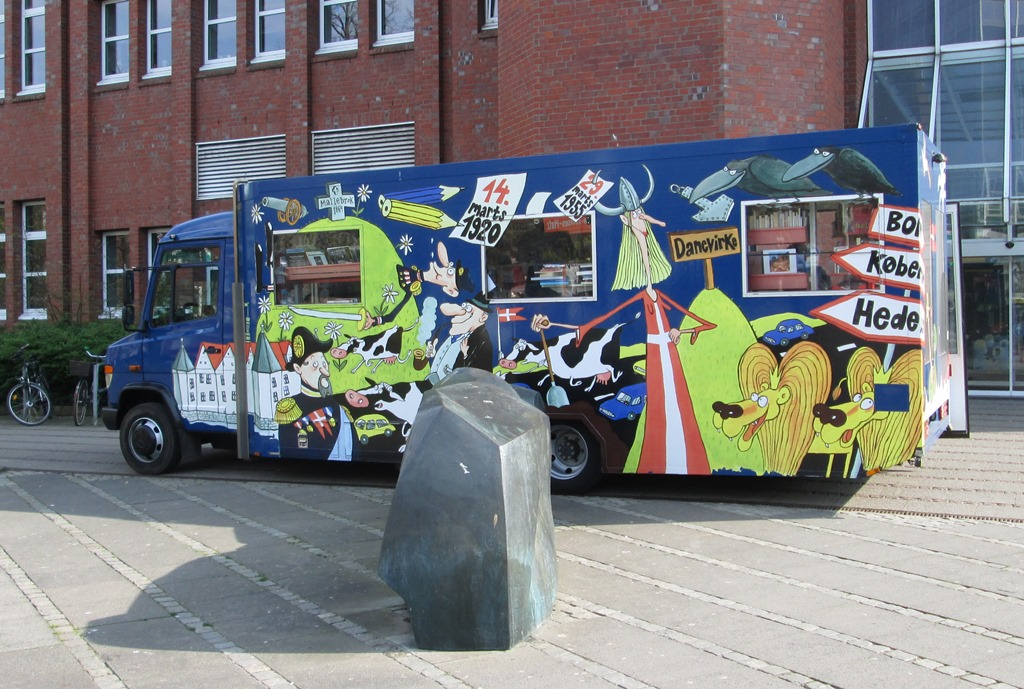
Bücherbus der Dänischen Bücherei in Südschleswig, von Bo Odgård Iversen illustriert mit geschichtlichen Ereignissen

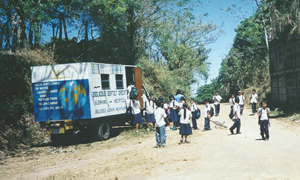
Bücherbus Nicaragua

Eine Fahrbibliothek, auch Fahrbücherei, Autobücherei, Bibliobus, Bücherbus, Büchereibus, Busbibliothek oder Wanderbücherei genannt, ist eine mobile Öffentliche Bibliothek bzw. Stadtbibliothek zur Versorgung großstädtischer Außenbezirke oder ländlicher Gegenden. In einigen Städten werden Fahrbibliotheken eingesetzt, um gezielt Kinder zum Lesen zu animieren. Sie dienen dadurch der Leseförderung. Einige Bücherbusse fahren Grundschulen während der Schulstunden an und erfüllen so einen ähnlichen Zweck wie Schulbibliotheken.
Die Bauart der eingesetzten Fahrzeuge variiert. In vielen Städten werden umgebaute Omnibusse eingesetzt, häufig kommen Lastkraftwagen unterschiedlicher Größen zum Einsatz. Bei der Straßenbahn Budapest, der Straßenbahn Edmonton und der Straßenbahn München dienten früher sogar spezielle Straßenbahnwagen diesem Zweck. Mit diesem Spezialfahrzeug werden Haltestellen nach einem festen Fahrplan angefahren, damit die Benutzer dort Medien entleihen und zurückgeben können. Zudem können Titel aus dem Bestand der Bibliothek bestellt und vorgemerkt werden, auch Bestellungen aus anderen Bibliotheken sind in den meisten Fällen möglich. Im Angebot einer Fahrbibliothek sind nicht nur Bücher, es werden auch CDs, Videokassetten, CD-ROM und DVD verliehen.
In der Regel werden Haltestellen in einem festen Turnus angefahren, es gibt aber auch Fahrbibliotheken, die variable Termine – etwas an Schulen oder Kindergärten – anbieten. 

## Geschichte

### 19. Jahrhundert
Als eine der ersten bekannten Wanderbüchereien gilt die „American School Library“ in den USA. Es handelte sich um mehrere, identische Büchersammlungen, die 1839 von den Gebrüdern Harper (u. a. Herausgeber von Harper’s Weekly) gesponsert wurden. Die vorrangig für den Einsatz in den neuen Siedlungsgebieten vorgesehenen Sammlungen wurden mittels verschiedener Verkehrsmittel von Ort zu Ort bewegt. Das National Museum of American History verfügt heute über den vermutlich letzten vollständigen Satz dieser Wanderbibliothek inklusive des zugehörigen hölzernen Tragekastens.
Im viktorianischen England berichtete die Monatsschrift The British Workman im Jahr 1857 über eine neuartige, aus einem Handkarren bestehende Wanderbibliothek, die regelmäßig acht Ortschaften in Cumbria versorgte. Diese wurde von einem Kaufmann und Philanthropen namens George Moore, mit dem Ziel unterhalten, „gute Literatur unter der ländlichen Bevölkerung zu verbreiten“.
Eine weitere, in diesem Zeitraum begründete Fahrbibliothek in Großbritannien war die am 15. November 1858 ins Leben gerufene „Warrington Perambulating Library“. Begründet wurde diese durch das Warrington Mechanics’ Institute in Cheshire, welches in dem Bemühen seiner Bibliothek eine größere Reichweite zu verschaffen, rund £ 250 Spenden einwarb, einen Einspänner erstand, mit Büchern belud und danach trachtete, diesen wöchentlich „an jede Haustür von Warrington und der Umgebung zu schicken“.

### 20. Jahrhundert
1905 wurden im Staat Maryland in Washington County (USA) aus einem pferdebespannten Überlandwagen Bücher verliehen. Nach dem Ersten Weltkrieg existierten in den USA und Großbritannien erste motorisierte Büchereien. Bis zum Zweiten Weltkrieg wuchs das Fahrbüchereiwesen in den USA und England langsam, aber stetig.
In Amerika setzte während und nach dem Zweiten Weltkrieg eine schnellere Entwicklung ein. So wurde etwa für Fairfax County, Virginia ab 1940 mit Hilfe eines, von der Works Progress Administration gesponserten, umgebauten Lieferwagens ein Fahrbibliotheksbetrieb eingerichtet.
1944 gab es in den vereinigten Staaten von Amerika ca. 300, 1956 bereits 919 und 1962 etwa 1200 Buchmobile.
Auch in vielen anderen Ländern gibt es Fahrbüchereien, so in Norwegen, Schweden, Finnland, Dänemark, Italien, Österreich, Schweiz, Frankreich, Spanien, Luxemburg und Belgien. In Nicaragua versorgt ein durch Pan y Arte unterhaltener Bücherbus entlegene Dorfgemeinschaften, Schulen und Gefängnisse.
In Deutschland wurde die erste reguläre Fahrbibliothek zwischen 1926 und 1928 von der Stadtbibliothek Worms betrieben, aber erst die Fahrbibliothek der Städtischen Bücherei Dresden hatte dauerhaften Bestand. Sie nahm im September 1929 ihren Betrieb auf, nur wenige Wochen vor der Frankfurter Fahrbibliothek, die im November 1929 startete.
Vorläufer gab es bereits, etwa die 1927 im Saarland eröffnete motorisierte Bibliothek, die eher ein fahrbares Bibliotheksmagazin war. Die Ausleihe erfolgte in der Regel in einem festen Gebäude.
Weitere Verbreitung fanden mobile Bibliotheken in Deutschland ab Mitte der 1960er Jahre. Im Zuge von Einsparungen der Städte, Kreise und Gemeinden sinkt hier die Zahl der Fahrbibliotheken seit den 1990er Jahren kontinuierlich. In den Bundesländern Nordrhein-Westfalen, Schleswig-Holstein (z. B.: Fahrbücherei im Kreis Ostholstein) und Baden-Württemberg ist das Netz der Fahrbibliotheken am dichtesten. Danach folgen die Länder Bayern, Sachsen-Anhalt, Sachsen und Niedersachsen.
Teilweise arbeiten die Fahrbibliotheken auch mit Schulen zusammen, indem die Schulhöfe als Haltepunkte dienen und die Schüler während einer Pause Bücher ausleihen können, so soll Leseförderung betrieben werden.
Der erste internationale Fahrbibliothekskongress (IFBK) in Deutschland mit 237 Beteiligten aus 15 Ländern fand am 6. und 7. September 2019 in Hannover statt. Veranstalter war die Fachkommission Fahrbibliotheken im Deutschen Bibliotheksverband in Kooperation mit der VGH-Stiftung und der Stadt Hannover.

## Sonderformen
Von 1927 bis 1970 fuhr in München eine Straßenbahn als Wanderbücherei. Die Haltestellen-Verteilung war vom vorhandenen Gleisnetz bestimmt. Der Bibliothekswagen mit der Nummer 24 wurde nach seiner Ausmusterung dem Hannoverschen Straßenbahn-Museum überlassen und im April 2015 von den Freunden des Münchner Trambahnmuseums nach München zurückgeholt, um ihn für die Präsentation im MVG-Museum zu restaurieren. Weitere Straßenbahnen als Wanderbüchereien hat es in Budapest und Edmonton gegeben.
In Norwegen und Schweden werden neben Fahrbüchereien in einigen Provinzen und Städten wegen der geografischen Verhältnisse Büchereischiffe eingesetzt. Schweden hat zudem vier Eisenbahnbüchereien im Norden des Landes im Einsatz. Ebenfalls eine Bibliothek auf Schienen war die Appenzeller Bibliobahn, welche in der Ostschweiz 20 Jahre lang Bücher in verschiedene Dörfer brachte.
In Kenia existiert eine Bibliothek, die auf dem Rücken von Kamelen transportiert wird. In Venezuela werden Maultiere im Hochgebirge als mobile Bibliothek eingesetzt, sogenannte Bibliomulas.